# Distretto di Jabalpur
Il distretto di Jabalpur è un distretto del Madhya Pradesh, in India, di 2 167 469 abitanti. È situato nella divisione di Jabalpur e il suo capoluogo è Jabalpur.